# Flavorwire
Flavorwire est un magazine culturel en ligne basé à New York.
Le site comprend des articles de fond originaux, des interviews, des critiques, ainsi que du contenu recyclé à partir d'autres sources. Flavorwire se décrit comme « un réseau de personnes culturellement connectées, couvrant les événements, l'art, les livres, la musique, le cinéma, la télévision et la culture pop dans le monde entier ». Flavorwire a été créé par Flavorpill Media.

## Histoire
Selon la directrice éditoriale de Flavorwire, Elizabeth Spiers, Flavorwire « a été initialement conçu pour compléter les activités événementielles de Flavorpill et les newsletters par e-mail axées sur les événements. Pendant longtemps, il n'y a pas eu de véritable publication sur le web ». En 2014, Flavorpill a commencé à se développer et à ajouter plus de contenu original. En 2018, Flavorpill a été racheté par Bustle Digital Group.